# Palacio de Justicia de Alicante
El Palacio de Justicia de Alicante es un palacio de justicia localizado en la avenida Aguilera de Alicante (España). Está incluido con grado de protección parcial en el catálogo de bienes y espacios protegidos del Plan General del Ayuntamiento de Alicante.
Conocido como la Cárcel de Benalúa, debido a su uso y ubicación, fue construido originalmente para la función de Reformatorio de Adultos entre los años 1897 y 1900 por los arquitectos Enrique Sánchez Sedeño y Manuel Chápuli Guardiola siguiendo el proyecto de José González Altés. En el año 1985 fue reformado para su función actual. Su estructura sigue el tipo de panopticón de Bentham, con brazos que confluyen hacia un cuerpo central para facilitar así una vigilancia más eficaz. La apariencia actual camufla la arquitectura penitenciaria con formas triviales de posmodernismo provinciano.
En este recinto falleció el 28 de marzo de 1942 el poeta alicantino Miguel Hernández, siendo enterrado en el cementerio de Nuestra Señora del Remedio. En el lugar en el que estuvo la enfermería en la que falleció, hoy jardín del juzgado, fue inaugurado en 1998 un monumento en homenaje al poeta, obra de Agar Blasco Perujo, con una placa de bronce con la inscripción siguiente:

La asociación de estudios de Miguel Hernández levantó este monumento en el lugar exacto que ocupaba la enfermería de la cárcel, donde murió el poeta el día 28 de marzo de 1942.